# Summer Time Rendering
Summer Time Rendering (em japonês:  サマータイムレンダ, transl. Samā Taimu Renda) é uma série de mangá japonesa escrita e ilustrada por Yasuki Tanaka. Foi serializado na revista digital Shōnen Jump+ da Shueisha de outubro de 2017 a fevereiro de 2021. Uma adaptação para anime da OLM está programada para estrear em abril de 2022. Uma adaptação live-action e um jogo de fuga real também foram anunciados.

## Sinopse
Após a morte de seus pais, Shinpei Ajiro cresceu com as irmãs Ushio e Mio Kofune. Na idade adulta, Shinpei vive em Tóquio, até ouvir a notícia surpreendente de que Ushio faleceu por afogamento. Ele volta para a cidade isolada da ilha, mas fica desconfiado quando percebe que o corpo de Ushio tem marcas em volta do pescoço; implicando que ela foi estrangulada. Agora assombrado por seu fantasma e auxiliado por Mio, Shinpei tenta encontrar as respostas para o que realmente aconteceu com Ushio e possivelmente salvar os moradores de um estranho enigma sombrio. Tudo deduz ser uma doença da sombra, mas este vê uma outra Mio junto dela e ela o mata o fazendo retornar ao 22 de julho e tropeça em cima de Hizuru Nagumo de novo. Shinpei investiga os fatos, mas este acaba sendo morto por uma falsa Mio e Tetsu Totsumura, que faz Shinpei voltar ao mesmo 22 de julho retornando em mais um loop, porém sem se deparar com Hizuru. No dia das festividades, Shinpei se depara com uma outra Ushio, porém uma sombra dela desmemoriada não tendo certeza do que é e também dos sentimentos que tem por Shinpei. Porém trata-se de uma sombra defeituosa por não ter as intenções assassinas de não matar humanos. Shinpei pede para Ushio não se envolver com os humanos ou com seus amigos pelo fato de estar vestido com um maiô de banho achando que iria chamar atenção e este foi se reunir com seus amigos, mas este é abordado pela sombra da Mio e também nasce a sombra de Shinpei que vai até seus amigos para matá-los e dar fim na sombra defeituosa, a Ushio. Shinpei se encontra indefeso e incapaz de usar o seu loop para desfazer o mal que seria causado pelas sombras, mas este é salvo por Hizuru. Chegando lá este se encontra com um pandemônio de destruição causado por Shide e Haine mãe das sombras, ela também devora os humanos. A ponto de  evitar para tanto Shinpei pede a Hizuru para matá-lo porque este poderia retornar para o dia 22 de julho. Depois de receber o tiro a sombra da Ushio fala que seu loop tem um limite. Retornando em seu terceiro loop, porém diferente, Shinpei descobre que deve abordar uma situação de uma forma diferente e também tem de lidar com um inimigo em comum, sombras que usam as formas de pessoas com intenções assassinas e este tem de dar um jeito para dar um fim em Haine e nas sombras. Contudo, a sombra da Ushio também faz parte do loop de Shinpei, uma importante aliada pra ele.

## Personagens
Shinpei Ajiro (網代 慎平, Ajiro Shinpei)
Voz de: Natsuki Hanae
Ushio Kofune (小舟 潮, Kofune Ushio)
Voz de: Anna Nagase
Mio Kofune (小舟 澪, Kofune Mio)
Voz de: Saho Shirasu
Hizuru Minamikata (南方 ひづる, Minamikata Hizuru) / Ryūnosuke Nagumo (南雲 竜之介, Nagumo Ryūnosuke)
Voz de: Yōko Hikasa
Ginjirō Nezu (根津 銀次郎, Nezu Ginjirō)
Voz de: Jin Urayama
Sō Hishigata (菱形 窓, Hishigata Sō)
Voz de: Kensho Ono
Tokiko Hishigata (菱形 朱鷺子, Hishigata Tokiko)
Voz de: Maki Kawase
Seidō Hishigata (菱形 青銅, Hishigata Seidō)
Voz de: Akio Ōtsuka
Alan Kofune (小舟 アラン, Kofune Aran)
Voz de: Tesshō Genda
Tetsu Totsumura (凸村 哲, Totsumura Tetsu)
Voz de: Yōji Ueda
Masahito Karikiri (雁切 真砂人, Karikiri Masahito)
Voz de: Katsuyuki Konishi
Shiori Kobayakawa (小早川 栞, Kobayakawa Shiori)
Aka Hiruko / Haine (別名ヒルコ / ヘイネ, Hiruko Aka)
Shidehiko Hishigata (菱形秀彦, Hishigata Shidehiko)
Ryuunosuke Minamikata (南方竜之介, Minamikata Ryuunosuke)
Asako Isokane / Asako Kobayakawa (磯ヶ根麻子 / 小早川麻子, Isokane Asako / Kobayakawa Asako)
Tatsuo Kobayakawa (小早川達夫, Kobayakawa Tatsuo)
Chitose Hishigata (菱形千歳, Hishigata Chitose)

## Mídia

### Mangá
Summer Time Rendering é escrito e ilustrado por Yasuki Tanaka. Foi serializado na revista digital Shōnen Jump+ da Shueisha de 23 de outubro de 2017, a 1 de fevereiro de 2021. A série também foi publicada simultaneamente no aplicativo e site Manga Plus. A Shueisha coletou seus capítulos em treze volumes tankōbon individuais, lançados de 2 de fevereiro de 2018 a 2 de abril de 2021.

#### Lista de volumes
| N.º | Data de lançamento     | ISBN              |
| --- | ---------------------- | ----------------- |
| 1   | 2 de fevereiro de 2018 | 978-4-08-881339-4 |
| 2   | 4 de junho de 2018     | 978-4-08-881554-1 |
| 3   | 4 de setembro de 2018  | 978-4-08-881606-7 |
| 4   | 4 de dezembro de 2018  | 978-4-08-881654-8 |
| 5   | 4 de fevereiro de 2019 | 978-4-08-881753-8 |
| 6   | 2 de maio de 2019      | 978-4-08-881837-5 |
| 7   | 2 de agosto de 2019    | 978-4-08-882024-8 |
| 8   | 4 de outubro de 2019   | 978-4-08-882126-9 |
| 9   | 4 de janeiro de 2020   | 978-4-08-882191-7 |
| 10  | 13 de maio de 2020     | 978-4-08-882291-4 |
| 11  | 4 de agosto de 2020    | 978-4-08-882403-1 |
| 12  | 4 de novembro de 2020  | 978-4-08-882513-7 |
| 13  | 2 de abril de 2021     | 978-4-08-882612-7 |

### Anime
Uma adaptação para anime foi anunciada no final do 139º e último capítulo da série em fevereiro de 2021. Mais tarde foi confirmado para ser uma série de televisão de 25 episódios. A série é produzida pela OLM e dirigida por Ayumu Watanabe, com Hiroshi Seko supervisionando os roteiros da série, Miki Matsumoto projetando os personagens e Kusanagi cuidando da arte. Keiichi Okabe, Ryuichi Takada e Keigo Hoashi estão compondo a música no MONACA. Ele vai estrear em 15 de abril de 2022, na Tokyo MX, BS11 e Kansai TV. O primeiro tema de abertura é "Hoshi ga Oyogu" (The Stars Swim) de Macaroni Enpitsu, enquanto o primeiro música tema de encerramento é "Kaika" por cadode. A Disney licenciou o anime.

### Live-action
Uma adaptação live-action foi anunciada no final do 139º e último capítulo da série em fevereiro de 2021.

### Jogo de fuga real
Um jogo de fuga real foi anunciado no final do 139º e último capítulo da série em fevereiro de 2021.